# John Wing
John Wing (* 22. Juni 1756 in North Luffenham; † 2. Dezember 1826 in Bedford) war ein britischer Architekt.

## Leben
John Wing, 1793, 1808 und 1817 zum Bürgermeister von Bedford gewählt, entstammte einer Familie von Architekten und Steinmetzen; sein Vater hieß ebenfalls John Wing und war ein wichtiger Architekt in Leicestershire. In den frühen 1780er-Jahren zog er, nachdem John Wing der Ältere einen Steinbruch bei Totternoe in Bedfordshire gekauft hatte, nach Bedford. Er wurde zum wichtigsten Architekten und Baumeister der Gegend. Viele seiner Bauwerke stehen unter Denkmalschutz. Zusammen mit seinem Vater entwarf er die Girtford Bridge in Sandy, die 1783 gebaut wurde. 1788 baute er für Sir John Palmer in East Carlton die Kirche St Peter im gotischen Stil wieder auf. 1796 entwarf er das House of Industry in Bedford, das mittlerweile als Shires House bekannt ist, 1801 das neue Gefängnis, 1803 ein Krankenhaus. Ferner gehören die Häuser 46 und 50 in der Cardington Road in Bedford, die um 1809 und 1817 gebaut wurden, zu seinen Werken. 1809 wählte man ihn als Architekten für ein neues Asyl für Geisteskranke; der Bau nahm mehrere Jahre in Anspruch, weil John Wing gleichzeitig mit Arbeiten am Colworth House in Sharnbrook beschäftigt war. Stadtbildprägend ist seine achtbogige Brücke über die Great Ouse in Bedford, die 1831 in William Turners Picturesque Views in England and Wales abgebildet wurde.
Am 13. Oktober 1799 heiratete er in der Kirche St Mary's in Bedford Elizabeth Tacy. Aus der Ehe gingen zahlreiche Kinder hervor, darunter der Sohn James Tacy Wing (1805–1880), der ebenfalls Architekt in Bedford wurde und in Sharnbrook starb. John Wing wurde in der Kirche St Mary's in Bedford beigesetzt.

## Hauptwerk: Die Brücke in Bedford

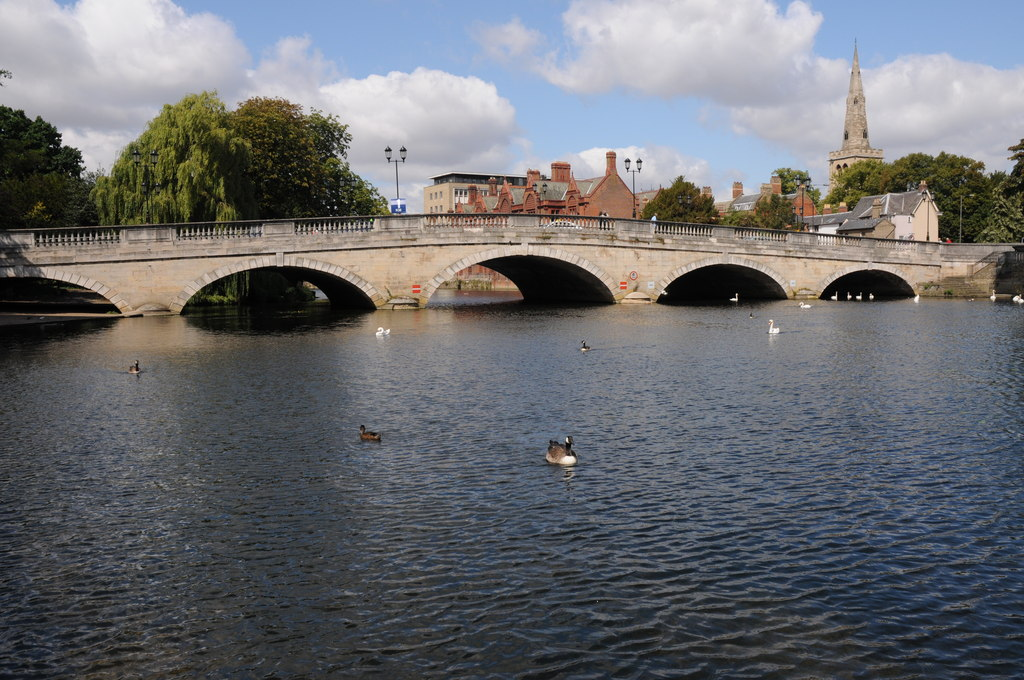
Die Brücke über die Great Ouse in Bedford

Bedford liegt im Tal der Great Ouse; der Stadtname deutet auf eine Furt hin. Das historische Ortszentrum befand sich nördlich des Flusses; um das 11. Jahrhundert entwickelte sich eine wichtige Handelsstraße in Nord-Süd-Richtung, deren Verlauf noch die High Street auf der Nordseite des Flusses und die Straßen St Mary's und St John's auf der Südseite des Flusses nachzeichnen. Im 14. Jahrhundert zog die neue Möglichkeit, den Fluss in Great Barford zu überqueren, Handel und Verkehr aus dem ohnehin von der Pest gezeichneten Bedford ab. Nach langem Stillstand begann die Stadt unter Henry VIII. und Edward VI. wieder zu blühen. Im Zuge des River Navigation Acts wurde der Fluss Great Ouse von Bedford bis King’s Lynn schiffbar gemacht. Trotz der Nutzung als Hauptquartier für Oliver Cromwells Armee in der Mitte des 17. Jahrhunderts und trotz der Declaration of Indulgence von 1672, die dazu führte, dass Bedford ein Zentrum für nonkonformistische Prediger wie John Bunyan und deren Anhänger wurde, blieb die Stadt bis zum Ende des 18. Jahrhunderts recht überschaubar. Der Improvement Act von 1803 aber erlaubte die Errichtung der neuen Brücke, die von 1811 bis 1813 gebaut wurde. Die Vorgängerbrücke aus dem Jahr 1224 soll aus Steinen gebaut gewesen sein, die ehemals zum Bau des Bedford Castle verwendet worden waren. Sie war ursprünglich 330 Fuß lang und dreizehneinhalb Fuß breit gewesen, aber im 16. Jahrhundert ausgebaut worden. 1765 waren die beiden Torhäuser, die den Wagenverkehr behinderten, abgerissen worden, und nachdem das Bauwerk insgesamt baufällig geworden war, entschloss man sich mit dem Improvement Act zu einem Neubau. Wings Brücke war ursprünglich 300 Fuß lang und 30 Fuß breit. Für den Bau wurden Sandstein aus Bramley Fall in Yorkshire und Portlandzement verwendet. Bis 1835 wurde Brückenzoll erhoben. Zwischen 1938 und 1940 wurde die Brücke verbreitert, 1984 und 1992 erfolgten weitere Veränderungen.